# Nadine Krüger
Nadine Krüger (n. 26 iunie 1977, Berlin) este o actriță și moderatoare de televiziune germană.

## Date biografice
Krüger a promovat în 1997 gimnaziul Friedrich-Engels din Berlinul de Est. Ulerior a început să studieze dramaturgia în New York City.
La televiziune a apărut deja în RDG în anii 1988, într-o emisiune pentru copii, ca asistenta lui Gerhard „Adi“ Adolph. După reunificarea Germaniei a început să modereze în emisiunile TV la posturile Sat.1, VIVA, ProSieben și Premiere.

## Moderatoare TV
- 1988–1989: Mach mit, mach's nach, mach's besser (DDR1)
- 1996: Ran World (Sat.1)
- 1996–1997: Sommer sucht Sprosse (Sat.1)
- 1997–1999: Interaktiv, Jam, Chartsurfer, Film ab (VIVA)
- 2000–2001: Cinema TV (ProSieben)
- 2002–2006: Premiere Kino (Premiere)
- 2006: Sat.1-Frühstücksfernsehen
- 2007–2009: Sat.1-Frühstücksfernsehen
- din mai 2009: Volle Kanne – Service täglich (ZDF)

## Filmografie
- 1997: St. Angela (ca Schwester Vanessa)
- 1999: Late Show (ca Ansagerin)
- 2006: Alarm für Cobra 11 (ca avocată)